# Per Yng
Per Yng, född 1953 i Hagfors, är en svensk journalist. 
Yng har studerat på Högskolan i Karlstad. 1974 flyttade han till Göteborg då han fick jobb som reporter på Göteborgs-Posten. Han arbetade i tjugo år på tidningen, och var under tiden bland annat redaktör och sportchef. 1995 anställdes han på Sveriges Television. Han har varit redaktör på SVT-sporten, redaktionschef och ansvarig utgivare för Rapport mellan 2002 och 2007, chef för riksnyheterna och sedan 2007 chef för SVT Nyheter och Samhälle.
Per Yng tillträdde posten som chef för SVT Sport 1 mars 2010. Han efterträdde Albert Svanberg. Den 5 april 2016 meddelades att han i maj 2016 ersätts på denna position av Åsa E. Jönsson.
Yng blev istället planeringsredaktör på TV-sporten. I september 2018 gick han i pension.

### Fotnoter
1. ↑  Catarina Wilson (5 april 2016). ”Åsa Edlund Jönsson ny chef för SVT Sport”. SVT Sport. http://www.svt.se/sport/svt-sport/asa-edlund-jonsson-ny-chef-pa-svt-sport/. Läst 5 april 2016.
2. ↑  Per Yng, Vipåtv, 5 oktober 2018